# Nederlandse Entomologische Vereniging
De Nederlandse entomologische vereniging is een Nederlandse wetenschappelijke vereniging voor het bestuderen van insecten en andere geleedpotigen. 
De vereniging werd opgericht in 1845 (een van de eerste voorzitters was Samuel Constantinus Snellen van Vollenhoven, van 1852-1880) en telde anno 2008 ongeveer 600 leden, zowel professionele biologen als amateurs. Er worden diverse bladen regelmatig uitgegeven: "Entomologische berichten" (tweemaandelijks), ook voor geïnteresseerde leken, het "Tijdschrift voor Entomologie", een internationaal georiënteerd wetenschappelijk tijdschrift, en "Entomologia Experimentalis et Applicata" voor toegepaste entomologie, eveneens strikt wetenschappelijk en internationaal. Daarnaast vele incidentele publicaties. 
Er worden geregeld vergaderingen, veldonderzoekdagen, excursies en bijeenkomsten georganiseerd, sommige van algemene aard, andere speciaal voor liefhebbers van deelgebieden van de entomologie. De vereniging beschikt over een zeer omvangrijke entomologische bibliotheek, een van de uitgebreidste ter wereld. Er zijn onder andere speciale werkgroepen voor de studie van kevers, vlinders, angeldragers et cetera.

## Leden
Tot de leden van de Nederlandse Entomologische Vereniging behoorden:
- C.M.C. Brouérius van Nidek (1912-2005)
- Jan Ceton (1875-1943)
- Johannes Bastiaan Corporaal (1880-1952)
- Karel Willem Dammerman (1885-1951)
- Alexey Diakonoff (1907-1989)
- Dirk ter Haar (1860-1905)
- Alexander Willem Michiel van Hasselt (1814-1902)
- Gideon Kruseman (1904-1992)
- Maurits Lieftinck (1904-1985)
- Everhardus Wijnandus Adrianus Lüdeking (1830-1877)
- Johannes Theodorus Oudemans (1862-1934)
- Edmund Reitter (1845-1920)
- Pieter Snellen (1832-1911)
- Samuel Constantinus Snellen van Vollenhoven (1816-1880)
- Frederik Maurits van der Wulp (1818-1899)